# 托尔克马达 (市镇)
托尔克马达，是西班牙卡斯蒂利亚-莱昂帕伦西亚省的一个市镇。 总面积84平方公里，总人口1129人（2001年），人口密度13人/平方公里。